# Жан IV де Ла Тур-д’Овернь

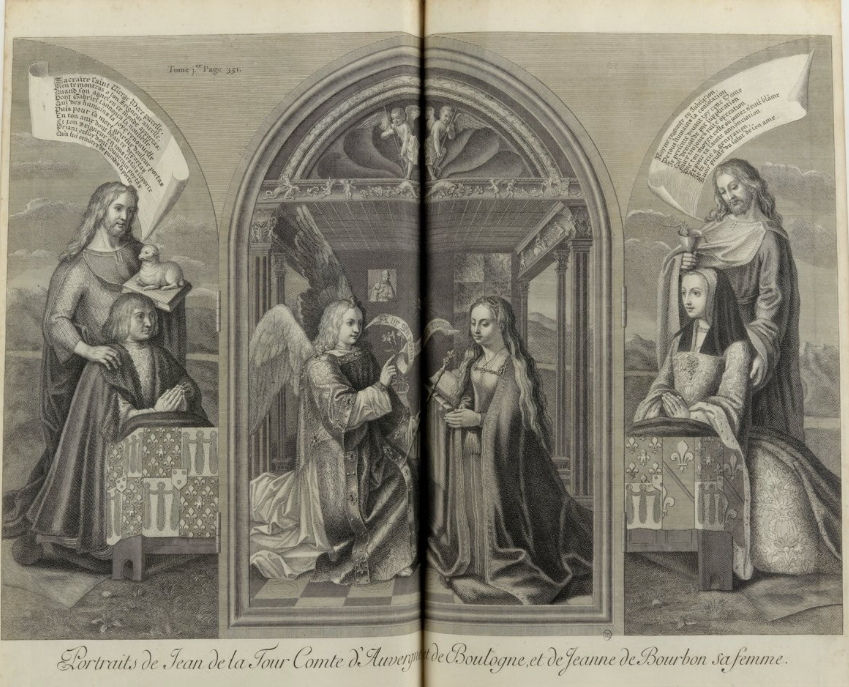
Жан де Ла Тур и Жанна Бурбонская

Жан IV де Ла Тур д’Овернь (фр. Jean IV de La Tour d’Auvergne; 1467 — 28 марта 1501) — граф Оверни с 1497 года, граф Лорагэ и сеньор де Ла Тур.

## Биография
Сын Бертрана VI де Ла Тур д’Овернь и его жены Луизы де Тремуйль, дамы де Буссак.
Женился 2 января 1495 года на Жанне де Бурбон-Вандом (ум. 1511). У них было три дочери:
- Анна, графиня Оверни, замужем за Джоном Стюартом, герцогом Олбани
- Мадлен, жена Лоренцо II Медичи, герцога Урбино
- не известная по имени дочь (умерла вскоре после родов в 1501 г.).

Жан IV был последним мужским представителем династии де Ла Тур д’Овернь — графов Оверни и Булони. Следующим герцогом стал его зять Стюарт, чей брак был бездетен, а после него графство перешло внучке от другой дочери — французской королеве Екатерине Медичи и стало принадлежать короне.